# FV180
FV180 Combat Engineer Tractor или C.E.T. — специализированная бронированная машина-амфибия, предназначенная для оказания помощи плавающим боевым машинам при преодолении ими водных преград и для выполнения землеройных и грузоподъемных работ в передовых районах. Она имеет легкое бронирование для защиты от огня стрелкового оружия. Установленный на крыше анкер подается на преграду с помощью двух ракет. Машина оснащена оборудованием для сбрасывания понтонов на воду и укладки гибкого дорожного покрытия.

## Описание
Его основная задача — скашивание земли, однако он может оказывать помощь в выполнении множества других инженерных задач на поле боя. Он может расчищать препятствия, ремонтировать дороги, рыть ямы, готовить заграждения, подготавливать берега рек для переправы техники, а также восстанавливать поврежденную, затопленную или застрявшую бронетехнику.
В задней части машины установлен большой землеройный ковш. Он используется для перемещения грунта, расчистки препятствий, дорожек или рытья ям для бронетехники. Он может поднимать грузы весом до 4 тонн. FV180 имеет двухслойный бронекорпус из алюминиевого сплава. Он обеспечивает защиту от огня стрелкового оружия и осколков артиллерийских снарядов. CET также оснащен системой противопехотной защиты.
Экипаж FV180 состоит из двух человек, включая водителя и инженера. Военнослужащие располагаются тандемом по левому борту машины. Водитель сидит спереди и управляет лебедкой, а второй член экипажа, сидящий сзади, управляет ковшом. Оба члена экипажа могут меняться местами, чтобы выполнять обязанности друг друга.

## История
В 1962 году было предъявлено требование к созданию бронированной военной машины повышенной прочности, что послужило началу истории данного транспортного средства. Для совместной разработки, проектирования и производства этой машины были привлечены Великобритания, Франция и Западная Германия. Завод Royal Ordnance Factory (ROF) в Лидсе предоставил для обзора первые прототипы, но к 1968 году Франция и к 1970 году Западная Германия отказались от участия в программе, предпочтя идти своим путем.
Британская армия настаивала на этой конструкции до 1970-х годов и реализовала ряд мер по экономии, включая использование коммерчески доступных компонентов, составляющих трансмиссию и функции рулевого управления. В 1974 году было построено семь прототипов этой инженерной машины. После всесторонних испытаний и некоторых модификаций в 1975 году машина была принята на вооружение британской армии, получив название «FV180 CET». Производство началось на заводе Royal Ordnance в 1977 году. Первые серийные машины были поставлены Королевским инженерным войскам в 1978 году.
В 2013 году на смену CET пришла новая, более крупная машина — 30-тонный бронированный экскаватор Terrier. Он лучше защищен, оснащен системой ночного видения и может дистанционно управляться, если это необходимо в более опасных условиях.

## Операторы

### Текущие операторы
- Индия[2]
- Сингапур[2]
- Украина[7]

### Бывшие операторы
- Великобритания